# Mycetophila nigrescens
Mycetophila nigrescens är en tvåvingeart som beskrevs av Freeman 1951. Mycetophila nigrescens ingår i släktet Mycetophila och familjen svampmyggor. Inga underarter finns listade i Catalogue of Life.